# Sannina
Sannina is een geslacht van vlinders uit de familie wespvlinders (Sesiidae), onderfamilie Sesiinae.
Sannina is voor het eerst wetenschappelijk beschreven door Walker in 1856. De typesoort is Sannina uroceriformis.

## Soort
Sannina omvat de volgende soort:
- Sannina uroceriformis Walker, 1856